# Nörtershausen
Nörtershausen település Németországban, Rajna-vidék-Pfalz tartományban. Lakosainak száma 1151 fő (2023. december 31.). Nörtershausen Boppard és Brodenbach községekkel határos.

## Népesség
A település népességének változása:
| Lakosok száma | 691  | 1141 | 1148 | 1141 | 1154 | 1151 |
|               | 1975 | 2017 | 2019 | 2021 | 2022 | 2023 |